# نيكولا ستيرن
نيكولا ستيرن (بالإنجليزية: Nicholas Stern)‏ هو منتج أفلام أمريكي، ولد في 12 سبتمبر 1965.

## وصلات خارجية
- نيكولا ستيرن على موقع IMDb (الإنجليزية)
- نيكولا ستيرن على موقع قاعدة بيانات الفيلم (الإنجليزية)